# Велике коло

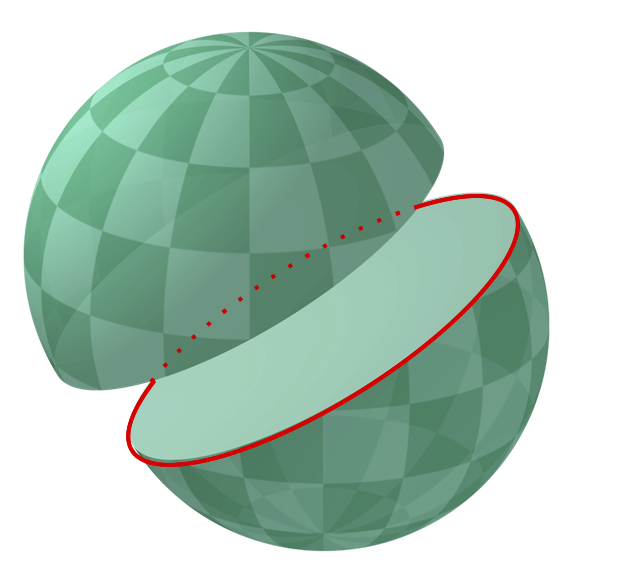
Велике коло ділить сферу на дві рівні напівсфери

Велике коло — це коло на сфері, що поділяє її на дві рівні половини (на відміну від малого кола). Іншими словами це перетин сфери площиною, яка проходить через центр сфери. Усі великі кола сфери мають однакову довжину.
Великі кола слугують аналогом прямих ліній у сферичній геометрії.
Велике коло — це шлях із найменшою кривиною (кривина кола є константою і визначається за формулою {\displaystyle \kappa ={\frac {1}{R}}}), і, таким чином, дуга великого кола є найкоротшим шляхом між двома точками на поверхні сфери, або ортодромою.
Деякі приклади великих кіл на небесній сфері включають горизонт, небесний екватор та екліптику.

## Геодезичні лінії Землі

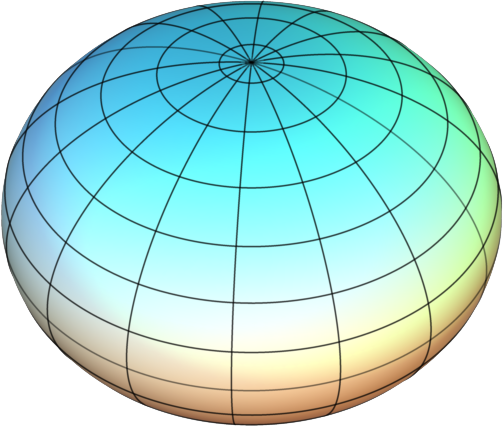
Стиснутий біля полюсів сфероїд

Точно кажучи, форма Землі — не ідеальна сфера. Це стиснутий біля полюсів сфероїд або еліпсоїд. Тому найкоротший шлях між двома точками на поверхні Землі (геодезична лінія) — не зовсім велике коло. Однак форма Землі мало відрізняється від кулястої, тому сферу можна вважати першим наближенням земної поверхні. Похибки такого наближення зазвичай не перевищують 1 %.
Великими колами на Землі є меридіани (або лінії довготи) та екватор. Інші лінії широти не є великими колами; їхній центр не збігається з центром Землі, це малі кола. У XVIII столітті одиницю «метр» було визначено як 1/40 000 000 паризького меридіану на основі даних Жана-Батиста Деламбера, відповідно, наближено можна вважати, що всі великі кола планети мають довжину 4× 108 метрів. Надалі з уточненням розмірів та форми Землі довжина екватора склала 40 075 км.

Авіалінії між Сан-Франциско й Токіо

Відрізки великих кіл застосовуються морськими й повітряними суднами як маршрути, коли течії та вітри не мають значного впливу. Довжина польоту часто може бути оцінена за допомогою ортодроми між двома аеропортами. Проте для літаків, що рухаються між континентами в західному напрямку (у північній півкулі), оптимальний шлях пролягатиме трохи на північ від ортодром (ближче до Арктики), а польоти в східному напрямку пролягатимуть трохи на південь (щоб скористатися перевагами висотних струменевих повітряних течій).
Коли довгі авіаційні або мореплавні маршрути малюють на пласкій мапі (наприклад, у проєкції Меркатора), вони часто виглядають кривими. Маршрут, що на карті виглядає як пряма лінія, буде довшим. Річ у тім, що велике коло у таких проєкціях зазвичай не буде прямою. Винятком є гномонічна проєкція, де прямі лінії являють собою проєкцію великих кіл.